# 漫水河镇
漫水河镇，是中华人民共和国安徽省六安市霍山县下辖的一个乡镇级行政单位。

## 行政区划
漫水河镇下辖以下地区：
西镇社区、新铺沟村、道士冲村、歇马台村、李家河村、安家河村、万家山村、平田村、径树林村、陈家畈村和南庄村。

## 特产
漫水河百合：中国地理标志产品。